# Saint-Andéol-de-Fourchades
Saint-Andéol-de-Fourchades ist eine französische Gemeinde mit 53 Einwohnern (Stand 1. Januar 2022) im Département Ardèche in der Region Auvergne-Rhône-Alpes.

## Geografie
Das Bergdorf liegt auf einem Plateau im östlichen Zentralmassiv. Es ist Teil des Regionalen Naturparks Monts d’Ardèche.